# Ethirajalu Govindarajalu
Prof. Ethirajalu Govindarajalu (1925 - 1997) fue un botánico indio. Trabajó extensamente en la flora de la India. Posee un M.Sc. en Taxonomía de plantas superiores, y en Etnobotánica. Desarrolla actividades académicas en el "Departamento de Botánica", Presidency College, Madras, especializándose en la familia Cyperaceae.

## Algunas publicaciones
- 1976. The systematic anatomy of South Indian Cyperaceae: Scirpus L. sl. Adansonia, Series 2 16 (1): 13-38
- 1969. The systematic anatomy of south Indian Cyperaceae: Cyperus L. subgenus Kyllinga (Rottb.) Suringar. Bot. J. Linn. Soc. 62: 41-58
- e. Govindarajalu, n. Parameswaran. 1967. On the morphology of foliar sclereids in the Salvadoraceae. Beitr. Biol. Pfl. 43: 41-57
- 1966. The systematic anatomy of South Indian Cyperaceae : Bulbostylis Kunth. J. Linn. Soc. (Bot.) 59 : 289-304

## Honores

### Epónimos
Especies
- (Cyperaceae) Kobresia govindarajalui Karthik.[3]
- (Cyperaceae) Pycreus govindarajalui V.S.Raju[4]

- La abreviatura «Govind.» se emplea para indicar a Ethirajalu Govindarajalu como autoridad en la descripción y clasificación científica de los vegetales.[5]